# Iso Rivolta Grifo
Iso Grifo är en GT-bil från den italienska tillverkaren Iso Rivolta. Grifo-modellen var ett led i märkets försök att gå från enklare bilar till mer luxuösa och sportiga modeller.
Vagnen var utrustad med amerikanska (inledningsvis Chevrolet-tillverkade, därefter från Ford) V8-motorer med stötstänger och designen av Giorgetto Giugiaro (då hos Bertone) har ansetts som mycket lyckad, i synnerhet för den lätt modifierade Serie II. Modellen hann bara tillverkas i 412 exemplar innan fabriken fick finansiella problem.
Grifo är idag en eftertraktad samlarmodell som i fint skick har uppbringat priser över en miljon kronor.